# اجتماع ميلوشيفيتش-تودجمان في كاراجورشيفو
في 25 مارس 1991 التقى فرانيو تودجمان وسلوبودان ميلوسيفيتش رؤساء الدول الفيدرالية اليوغوسلافية كرواتيا وصربيا في أرض الصيد كاراجورشيفو في شمال غرب صربيا. كان موضوع نقاشهم هو الأزمة اليوغوسلافية المستمرة. بعد ثلاثة أيام اجتمع جميع رؤساء الجمهوريات الست في سبليت.
على الرغم من انتشار أخبار الاجتماع على نطاق واسع في وسائل الإعلام اليوغوسلافية في ذلك الوقت فقد أصبح الاجتماع مثيرا للجدل في السنوات التالية بسبب ادعاءات بعض السياسيين اليوغوسلافيين بأن تودجمان وميلوسيفيتش ناقشوا ووافقوا على تقسيم البوسنة والهرسك على أساس عرقي.
تراوحت هذه الادعاءات بين إنكار حدوث أي اتفاق وادعاءات تكهنات بأنهم وافقوا على إعادة تقسيم البوسنة والهرسك بين كرواتيا وصربيا التي ستصبح قريبا مستقلة أي أنه سيتم ضم الأراضي ذات الأغلبية العرقية الكرواتية أو الصربية من قبل دولتين مع دولة البوسنية العازلة المتبقية بينهما. منذ أن جرت محادثات تودجمان - ميلوسيفيتش بدون أي شهود ولم يتم تسجيل أي محضر فإن المحتوى الدقيق للمحادثات غير معروف.

## الخلفية
في بداية عام 1991 تفاقمت التوترات العرقية في يوغوسلافيا وخاصة بين أكبر مجموعتين عرقيتين الصرب والكروات. في ذلك الوقت عُقدت اجتماعات عديدة بين قادة جمهوريات يوغوسلافيا الست جميعها. الأول كان في 6 يناير 1991.
في 21 يناير عُقد اجتماع لوفدين من جمهورية البوسنة والهرسك وكرواتيا بقيادة علي عزت بيغوفيتش وفرانيو تودجمان في سراييفو. في التقرير العام للاجتماع ذُكر أن الجانبين اتفقا على أنه ينبغي حل الأزمة سلميا والحفاظ على الحدود الخارجية والداخلية. بعد الاجتماع قال عزت بيغوفيتش إن هناك «اتفاقا مطلقا بين قادة البوسنة والهرسك وكرواتيا حول سيادة البوسنة والهرسك» وأن هناك بعض الآراء المختلفة حول جيش يوغوسلافيا الشعبي.

في 22 يناير التقى عزت بيغوفيتش مع سلوبودان ميلوسيفيتش في بلغراد. بعد الاجتماع قال علي عزت بيغوفيتش: «اليوم أنا متفائل أكبر مما كنت عليه قبل ثلاثة أيام». وأضاف أن «لديه انطباع» بأن الجانب الصربي لديه بعض التحفظات على سيادة البوسنة والهرسك في حال تفكك يوغوسلافيا ولكن لن تكون هناك مشكلة في بقاء يوغوسلافيا.
في 23 يناير التقى تودجمان برئيس جمهورية الجبل الأسود الاشتراكية مومير بولاتوفيتش. في التقرير العام كانت الاختلافات في وجهات نظرهم واضحة: ادعى تودجمان أن «الحدود بين الجمهوريات هي حدود دول ذات سيادة» بينما ادعى بولاتوفيتش أنها «حدود إدارية» والتي ستصبح قضية في حالة إنشاء كونفدرالية (كانت يوغوسلافيا فيدرالية).
في 24 يناير التقى في بلغراد وفود من جمهورية سلوفينيا الاشتراكية وصربيا بقيادة ميلان كوتشان وسلوبودان ميلوسيفيتش. اتفق كوتشان وميلوسيفيتش على أن سلوفينيا يمكن أن تغادر يوغوسلافيا وأن الصرب لهم الحق في العيش في نفس البلد. تم إضفاء الطابع الرسمي على الاتفاقية في 14 أغسطس 1991 بعد انفصال سلوفينيا.

في 25 يناير وصل وفد كرواتي بقيادة تودجمان إلى بلغراد. في نفس اليوم في سراييفو التقى عزت بيغوفيتش بولاتوفيتش.
هذه اللقاءات لم توقف التوترات العسكرية. في 25 يناير اتهمت الأمانة الفيدرالية للدفاع الوطني كرواتيا مباشرة بإعداد القوات شبه العسكرية لمهاجمة جيش يوغوسلافيا الشعبي. انتقل الجيش إلى أعلى درجات الاستعداد. اعتبر البعض اتهامات الأمانة الفيدرالية للدفاع الوطني بمثابة إعلان للحرب ومقدمة لانقلاب عسكري. لم تحصل القيادة العسكرية على دعم الأغلبية في الرئاسة اليوغوسلافية ولم يكن هناك تدخل عسكري.
في الاجتماع الموسع لرئاسة يوغوسلافيا في 13 فبراير حول منح سلوفينيا الإذن بالمغادرة قال تودجمان: «في يوغوسلافيا تلك بدون سلوفينيا - لا توجد كرواتيا أيضا. أعتقد أنني كنت واضحا بما فيه الكفاية».
في 23 فبراير قال عزت بيغوفيتش أنه لم يعد هناك في الأساس يوغوسلافيا وأنه سيكون هناك «اتحاد ثلاثي المستوى» بدلا من ذلك: سلوفينيا وكرواتيا ستكونان مستقلين وستكون صربيا والجبل الأسود في قلب الدولة الجديدة والبوسنة والهرسك وستكون مقدونيا في المنتصف وستكون البوسنة والهرسك أقرب إلى صربيا منه إلى كرواتيا. تعرض عزت بيغوفيتش لهجوم شديد من قبل الرأي العام زاعما أنه أعطى البوسنة والهرسك إلى ميلوسيفيتش.
في أوائل مارس شهد اشتباك باكراتش مواجهة بين الشرطة الكرواتية وقوات المتمردين الصرب. في 9 مارس سارع الجيش اليوغوسلافي للدفاع عن حكومة ميلوسيفيتش خلال احتجاجات مارس 1991 في بلغراد.
في الفترة من 12 إلى 16 مارس 1991 عُقد اجتماع مشترك لرئاسة جمهورية يوغوسلافيا الاتحادية الاشتراكية بصفتها القيادة العليا للقوات المسلحة. وحاولت القيادة العسكرية بقيادة مسؤولين صرب في الاجتماع إعلان حالة الطوارئ في يوغوسلافيا بأكملها. صرح ميلوسيفيتش أنه لم يعد يعترف بسلطة الرئاسة.
في هذه الحالة نظم زعماء الجمهوريات اليوغوسلافية الستة فرانيو تودجمان وسلوبودان ميلوسيفيتش وعلي عزت بيغوفيتش وكيرو غليغوروف (جمهورية مقدونيا الاشتراكية) وميلان كوتشان ومومير بولاتوفيتش اجتماعا في سبليت في 28 مارس 1991. وعقد اجتماع بين تودجمان وميلوسيفيتش في 25 مارس في كاراجورشيفو استعدادا للاجتماع في سبليت حيث قرر قادة أكبر جمهوريتين محاولة الاتفاق على اقتراحات لحل الأزمة.

## الاجتماع واستجابة الجمهور
انعقد الاجتماع بين فرانيو تودجمان وسلوبودان ميلوسيفيتش بعد ظهر يوم 25 مارس 1991 في كاراجورشيفو بالقرب من باتشكا بالانكا في مقاطعة فويفودينا الصربية. في ذلك الوقت لا يبدو أن الاجتماع يختلف عن أي اجتماع آخر لقادة الجمهوريات. وكان تقرير الاجتماع في الأخبار العامة نفسها والأيام التالية. كما نشرت صحف أجنبية مثل لو موند ولو فيغارو وليبراسيون في فرنسا تقارير قصيرة عن الاجتماع مشيرة إلى أن «أكبر جمهوريتين اتفقتا على حل الأزمة اليوغوسلافية الصعبة في الشهرين المقبلين». وبحسب التقارير ناقش القادة حل الأزمة اليوغوسلافية والتحضير للاجتماع القادم في سبليت مع بقية قادة الجمهوريات اليوغوسلافية. كالعادة في الاجتماعات الثنائية أجرى تودجمان وميلوسيفيتش وحدهما معظم المناقشة دون وجود شهود آخرين أو الاحتفاظ بسجل. لم يكن هناك اتفاق رسمي من أي نوع.
وصفت جريدة أوسلوبودينيي في سراييفو الاجتماع بأنه «سري». منذ البداية كانت هناك تكهنات حول ما ناقشه الرئيسان. كانت التكهنات الأكثر شيوعا هي استبدال رئيس وزراء يوغوسلافيا أنتي ماركوفيتش. أول من تكهن بأن محور المحادثات كان البوسنة والهرسك كان الصحفي ميروسلاف يانكوفيتش من جريدة أوسلوبودينيي من سراييفو في 14 أبريل:

## الاجتماعات اللاحقة
التقى تودجمان وميلوسيفيتش في مناسبة أخرى في 15 أبريل في تيكفيش في بارانيا. في اليوم التالي نشرت جميع الصحف تقرير الاجتماع. بعد الاجتماع ناقشت مجموعات الخبراء من كرواتيا وصربيا حل الأزمة اليوغوسلافية. شهادات الاجتماعات من قبل أعضاء المجموعة لا توافق تماما لكنهم جميعا متفقون على عدم وجود نتائج.
في 12 يونيو عقد اجتماع ثلاثي في سبليت بين تودجمان وميلوسيفيتش وعزت بيغوفيتش. تم نشر أخبار الاجتماع في اليوم التالي ولم يتم التوصل إلى اتفاق. على عكس الاجتماع في كاراجورشيفو كانت التكهنات العامة هذه المرة أن الثلاثي قد قسم البوسنة والهرسك. وفي اليوم التالي حملت صحيفة سراييفو بوسانسكي بوجليدي (وجهات النظر البوسنية) عنوانا: «تودجمان، ميلوسيفيتش، عزت بيغوفيتش، الاتفاق الثلاثي لتقسيم البوسنة والهرسك». ونفى عزت بيغوفيتش هذه التكهنات وقال إنه «لا يمكن التحدث معه بشأن ذلك».

## فيما بعد
لم تكن الأهمية العاجلة للاجتماع هي التوصل إلى اتفاق بشأن البوسنة والهرسك ولكن عدم وجود اتفاق بشأن كرواتيا. ألقى ميلوسيفيتش خطابا بعد أسبوع من أعمال الشغب في بلغراد حيث أوضح الخطط التي تضمنت دمج مساحة كبيرة من كرواتيا في يوغوسلافيا الجديدة. على الرغم من الاجتماعات بدأت حرب الاستقلال الكرواتية في 31 مارس 1991 مع حادثة بحيرات بليتفيتش حيث وقع اشتباك بين القوات الكرواتية والصربية.
نفى فرانيو تودجمان والحكومة الكرواتية في مناسبات عديدة وجود اتفاق في كاراجورشيفو. صرح تودجمان في خطابه في أكتوبر 1991 أن الصرب سيطروا على كل جيش يوغوسلافيا الشعبي وأن التمرد الصربي في كرواتيا خلال حرب الاستقلال الكرواتية كان مجرد البداية. أعلنت كرواتيا استقلالها في 8 أكتوبر 1991. وبحلول نهاية العام احتلت القوات الصربية ثلث كرواتيا تقريبا. اعترفت معظم الدول بكرواتيا المستقلة في 15 يناير 1992.
في اجتماع مع وفد كرواتي بوسني في 27 ديسمبر 1991 أعلن تودجمان أن الشروط تسمح باتفاق لإعادة ترسيم حدود البوسنة والهرسك حيث أنها لم تكن مستقلة بعد وكانت خطط السلام في ذلك الوقت تصورها على أنها «ثلاثة الدول».
في البوسنة والهرسك بدأت المعارك الأولى في 1 أكتوبر 1991 عندما هاجم جيش يوغوسلافيا الشعبي تحت سيطرة الصرب قرية رافنو المأهولة بالسكان الكروات في الهرسك. اعتبر علي عزت بيغوفيتش ذلك جزءا من الحرب في كرواتيا وتجاهلها قائلا «إنها ليست حربنا». في 3 مارس 1992 أعلنت البوسنة والهرسك استقلالها. في الأيام التالية اعترفت العديد من البلدان بما في ذلك كرواتيا باستقلال البوسنة والهرسك. سرعان ما بدأت حرب البوسنة والهرسك واستمرت حتى نوفمبر 1995. هاجم الصرب المسلمين في بيلينا في 1 أبريل 1992 وبعد فترة وجيزة تفاقمت حرب البوسنة والهرسك.
كانت اتفاق غراتس عبارة عن هدنة مقترحة بين زعيم صرب البوسنة والهرسك رادوفان كاراديتش وزعيم كروات البوسنة والهرسك ماتي بوبان في 27 أبريل 1992 وتم التوقيع عليها في بلدة غراتس بالنمسا. في هذه المرحلة سيطر جيش جمهورية صرب البوسنة على 70٪ من البوسنة والهرسك. كانت المعاهدة تهدف إلى الحد من الصراع بين القوات الصربية والكرواتية. رأى مسلمو البوسنة والهرسك في ذلك تكملة لصفقة الصرب والكروات بشأن البوسنة والهرسك. بين كرواتيا الموسعة حديثا وصربيا ستكون دولة عازلة صغيرة للبوشناق يطلق عليها بازدراء «عليجا باشالوك» من قبل القيادة الكرواتية والصربية وسميت على اسم الرئيس البوسني علي عزت بيغوفيتش. يوحي حكم المحكمة الجنائية الدولية ليوغوسلافيا السابقة في قضية بلاشكيتش باتفاق تم الإبلاغ عنه في اجتماع غراتس بين قادة صرب البوسنة وكروات البوسنة.
بحلول نهاية عام 1992 سيطر الصرب على ثلثي البلاد. على الرغم من كونها حلفاء في بداية الحرب إلا أن الكروات والمسلمون (البوشناق) تقاتلوا في البوسنة والهرسك من أكتوبر 1992 حتى فبراير 1994. بعد التوقيع على اتفاقية واشنطن أنهوا الحرب ورجعوا حلفاء مرة أخرى. تمت مناقشة الهيكل الداخلي للبوسنة والهرسك وتم تحديده في النهاية باتفاقية دايتون. ظلت بعض الانقسامات الداخلية وأبرزها جمهورية صرب البوسنة.

## ادعاءات التأثير
في ذلك الوقت لم يكن الاجتماع في كاراجورشيفو مختلفا عن الاجتماعات السابقة لقادة الجمهوريات اليوغوسلافية. ومع ذلك في السنوات المقبلة أصبح هذا الاجتماع وأحيانا الاجتماع اللاحق لتودجمان وميلوسيفيتش في تيكفيش مشهورا بسبب الادعاءات التي ناقشها المشاركون واتفقوا على تقسيم البوسنة والهرسك.
يعتبر غالبية المؤرخين والسياسيين البوسنيين الاجتماع بمثابة بداية لمؤامرة صربية كرواتية ضد البوسنيين ويعتبرون فرضية تقسيم البوسنة والهرسك بين كرواتيا وصربيا حقيقة لا تقبل الجدل. كما تم الاستشهاد به على نطاق واسع في الحياة العامة الكرواتية من قبل السياسيين المعارضين لتودجمان.
نفى المشاركون الرئيسيون في الاجتماع فرانيو تودجمان وسلوبودان ميلوسيفيتش وجود أي نقاش أو اتفاق حول تقسيم البوسنة والهرسك. وقال بيان مشترك في جنيف في عام 1993 من قبل الرئيس ميلوسيفيتش والرئيس تودجمان: «كل التكهنات حول تقسيم البوسنة والهرسك بين كرواتيا وصربيا لا أساس لها على الإطلاق». لكن ميلوسيفيتش قال عن التقسيم: «إنه حل يقدم للمسلمين أكثر بكثير مما يحلمون به بالقوة».
قال تودجمان في وقت لاحق أنه خلال اجتماع كاراجورشيفو أخبر ميلوسيفيتش أن كرواتيا لا يمكن أن تسمح بصرب البوسنة والهرسك لأن دالماتيا ستكون مهددة. لذا فقد اقترح إنشاء اتحاد كونفدرالي من ثلاث دول في البوسنة والهرسك. في مقابلة عام 1997 مع كوريري ديلا سيرا كرر تودجمان: «لم يكن هناك أي اتفاق بيني وبين ميلوسيفيتش ولم يكن هناك تقسيم للبوسنة والهرسك».
في الحكم الصادر عام 2000 ضد تيهومير بلاشكيتش ذُكر أن التطلعات لتقسيم البوسنة والهرسك عُرضت خلال الاجتماع الذي عُقد في كاراجورشيفو «في 30 مارس 1991». تم تحديد تاريخ غير دقيق في الحكم حيث انعقدت الجلسة في 25 مارس 1991. واعتمدت المحكمة على شهادة ستيبان ميسيتش في استنتاجها بشأن كاراجورشيفو.
في لائحة الاتهام الصادرة عن المحكمة الجنائية الدولية ليوغوسلافيا السابقة لعام 2002 ضد ميلوسيفيتش ذكر الادعاء أنه: «في 25 مارس 1991 التقى سلوبودان ميلوسيفيتش وفرانيو تودجمان في كاراجورشيفو وناقشا تقسيم البوسنة والهرسك بين صربيا وكرواتيا».
من ناحية أخرى يعتبرها معظم المؤرخين الكرواتيين أسطورة سياسية بسبب عدم وجود أدلة مباشرة وصعوبة شرح حروب يوغوسلافيا مع الكروات والصرب باعتبارهم الخصوم الرئيسيين في سياق الاتفاقية الصربية الكرواتية. يدعي كل من إيفيكا لوتشيتش وميروسلاف تودجمان أن الشهادات غير متطابقة وأن الحالات الشاذة يمكن تفسيرها من خلال مصالح سياسية معينة.

### عزت بيغوفيتش وغليغوروف

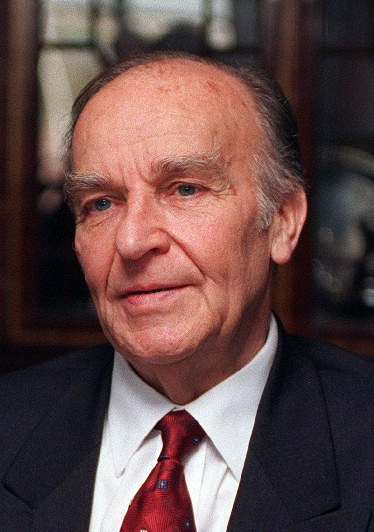
علي عزت بيغوفيتش الرئيس السابق لرئاسة البوسنة والهرسك.

في 24 مارس 1991 قبل يوم واحد من الاجتماع في كاراجورشيفو أرسل علي عزت بيغوفيتش رسالة إلى تودجمان. كتب فيه:
في صيف عام 1996 قال عزت بيغوفيتش إنه علم بالاجتماع في 27 مارس من الرئيس المقدوني غليغوروف على الرغم من أن الأخبار كانت علنية في نفس اليوم 25 مارس. وقال إن غليغوروف أخبره أن لديه «معلومات موثوقة» تفيد بأن تودجمان وميلوسيفيتش تحدثا عن «تقسيم البوسنة والهرسك». قال إنهم لا يعرفون المزيد من التفاصيل لكنه يخلص إلى:
قال كيرو غليغوروف في إذاعة أوروبا الحرة في عام 2008 إن كل ما يعرفه عن الاجتماع قاله له تودجمان في سبتمبر 1991.

### التسجيلات المزعومة
في نوفمبر 1992 أعلن دوبروسلاف باراجا زعيم حزب الحقوق الكرواتي اليميني علنا أن لديه تسجيلات لمحادثات بين تودجمان وميلوسيفيتش تثبت أنهم يريدون تقسيم البوسنة والهرسك. وهدد بعرضها علنا "إذا ارتكب فرانيو تودجمان خطأً فادحا آخر تجاه حزب الحقوق الكرواتي. لم يتم تقديمه أبدا.
في عام 1997 ادعى إيفان زفونيمير جيجاك رئيس لجنة هلسنكي الكرواتية والمؤرخ إيفو باناك أن جنرالا كرواتيا معروفا لم يرغبوا في الكشف عن اسمه استمع إلى التسجيل الكامل لاجتماع كاراجورشيفو في وزارة دولة أجنبية. وادعى شيجاك أن التسجيلات قد تم التقاطها سرا من قبل ضابط في الجيش اليوغوسلافي قُتل في عام 1993. ولم يتم إثبات وجود التسجيلات مطلقا ولم يتم الإعلان عن اسم الجنرال أو الدولة الأجنبية.

### ستيبان ميسيتش

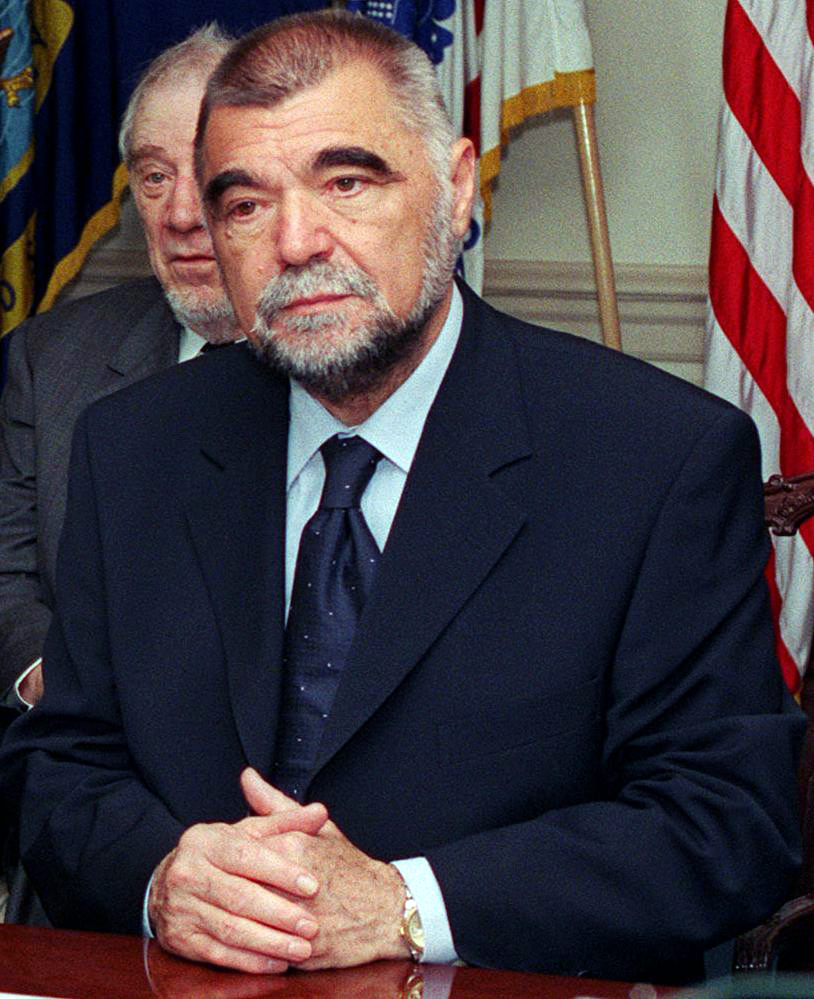
ستيبان ميسيتش الرئيس السابق لكرواتيا.

كان أشهر منتقدي فرانيو تودجمان في السياسة الكرواتية بسبب موافقته المزعومة في كاراجورشيفو هو خليفته كرئيس لكرواتيا ستيبان ميسيتش. في وقت الاجتماع كان ميسيتش أحد أقرب المتعاونين مع تودجمان وعضوا في الرئاسة الفيدرالية اليوغوسلافية. وهو يدعي أنه هو من نظم الاجتماعات بين تودجمان وميلوسيفيتش. في 26 مارس 1991 بعد يوم من الاجتماع أدلى ميسيتش بتعليق لوكالة أسوشيتد برس قائلا إن رؤساء الجمهورية اليوغوسلافية سيتوصلون إلى اتفاق حول مستقبل البلاد في موعد أقصاه 15 مايو 1991. في خطاب ألقاه في سويسرا في مارس 1992 نفى ميسيتش وجود اتفاق لتقسيم البوسنة والهرسك: «لا توجد صفقة بين تودجمان وميلوسيفيتش. تحدثنا إلى ميلوسيفيتش لأنه كان علينا أن نعرف ما يريده الوغد».
في عام 1994 ترك ميسيتش حزب تودجمان الاتحاد الديمقراطي الكرواتي لتشكيل حزب جديد وهو الديمقراطيون الكرواتيون المستقلون. وذكر ميسيتش أن الدافع وراء هذا القرار هو عدم موافقته على سياسة كرواتيا بشأن البوسنة والهرسك وتحديدا اتفاق تودجمان المزعوم مع ميلوسيفيتش في كاراجورشيفو. حتى ذلك الحين لم يذكر ميسيتش مثل هذه الاتفاقية في كتبه حول تفكك يوغوسلافيا المنشورة في عامي 1992 و 1994. غادر الاتحاد الديمقراطي الكرواتي بعد ثلاث سنوات من اجتماع كاراجورشيفو وبعد انتهاء الحرب الكرواتية البوسنية باتفاقية واشنطن عندما أنشأ الكروات والبوشناق اتحاد البوسنة والهرسك.
في محاكمة تيومير بلاشكيتش قال ميسيتش خلال شهادته: «عاد تودجمان من كاراجورشيفو في نفس اليوم وأخبرنا [...] أنه سيكون من الصعب على البوسنة والهرسك البقاء على قيد الحياة وأنه يمكننا الحصول على حدود بانوفينا. قال تودجمان أيضا إن ميلوسيفيتش نوعا ما في لفتة سخية - أن كرواتيا يمكن أن تأخذ كازين وكلادوشا وبيهاتش لأن هذا كان ما يسمى بكرواتيا التركية ولم يكن الصرب بحاجة إليها». خلال الاستجواب أضاف ميسيتش: «ما هي الترتيبات التي تم التوصل إليها هناك لا أعرف. أنا فقط على دراية بالعواقب».
شهد ميسيتش في محاكمة سلوبودان ميلوسيفيتش أن تقسيم البوسنة والهرسك كان الموضوع الرئيسي للنقاش في الاجتماع.
عندما أصبح ستيبان ميسيتش رئيسا لكرواتيا بعد وفاة تودجمان أدلى بشهادته في المحكمة الجنائية الدولية ليوغوسلافيا السابقة حول وجود خطة لتقسيم البوسنة والهرسك إلى ثلاثة أجزاء بين الصرب والكروات ودولة بوسنية صغيرة. يدعي ستيبان ميسيتش أنه كان من نظم الاجتماعات. عندما اقترح ميسيتش الاجتماع على بوريساف يوفيتش واجهه ميسيتش واتهمه بـ"تسليح صرب الكروات" ونفى يوفيتش ذلك وقال إنهم: "لم يكونوا مهتمين بالصرب الكروات ولكن فقط في 65٪ من البوسنة والهرسك. كتب ميسيتش في عام 2001 أن اجتماعات كاراجورشيفو وتيكفيش أقنعت تودجمان بأن صربيا ستقسم البوسنة والهرسك على طول خط التماس الصربي الكرواتي مع صربيا لتتنازل عن أراضي كرواتيا حتى حدود بانوفينا كرواتيا لعام 1939.

### يوسيب مانوليتش
كان يوسيب مانوليتش رئيس وزراء كرواتيا في ذلك الوقت. في مقابلة أجراها في أكتوبر 1993 قال مانوليتش «لا أعرف حتى الآن أي اتفاق بين ميلوسيفيتش وتودجمان». في عام 1994 دخل في صراع مع قيادة الاتحاد الديمقراطي الكرواتي وشكل مع ميسيتش حزبا جديدا.
في 3 يوليو 2006 صرح مانوليتش أن تودجمان أبلغه بعد الاجتماع: «أنهم توصلوا إلى اتفاق من حيث المبدأ بشأن موقفهم من البوسنة والهرسك وكيفية تقسيمها». في 5 في يوليو 2006 أثناء استجواب الدفاع قال مانوليتش: «لم أقل أنهم توصلوا إلى اتفاق بشأن تقسيم البوسنة والهرسك بل إنهم كانوا يناقشونه. لا أعرف إلى أي مدى. يمكن نقل الفوارق الدقيقة من خلال الترجمة ولكن الوصول إلى اتفاق هو فعل محدود وفي حين أن المناقشة أو التفاوض هو أمر يشير ضمنيا إلى أنه لم يتم التوصل إلى اتفاق بعد. إنها عملية مستمرة».

### هرفوي شارينيتش
كتب هرفوي تشارينيتش الرئيس السابق لمكتب تودجمان كتابا بعنوان «جميع مفاوضاتي السرية مع سلوبودان ميلوسيفيتش» في عام 1998 نشر فيه صورا التقطت في كاراجورشيفو لكنه لم يكتب أي شيء عن محتوى الاجتماع . في شهادته أمام المحكمة الجنائية الدولية ليوغوسلافيا السابقة وفي المقابلات الإعلامية التي أجراها نفى وجود أي اتفاق رسمي أو ملموس في كاراجورشيفو حول تقسيم البوسنة والهرسك. كان شارينيتش حاضرا في بداية الاجتماع في كراشورشيفو. في مقابلة عام 2000 ادعى:
بعد ذلك بعامين بعد شهادة ميسيتش في لاهاي علق شارنيتش بأن تودجمان لم يتحدث كثيرا بعد كاراجورشيفو وأن كل ما قيل عن الاجتماع هو تكهنات.
أثناء قيام ميلوسيفيتش باستجوابه في المحكمة الجنائية الدولية ليوغوسلافيا السابقة قال تشارنيتش: «لم تكن حقيقة أنك قابلت سرا ولكن ما ناقشته كان سرا. [...] فيما يتعلق بالبوسنة والهرسك وتقسيم البوسنة والهرسك كان هناك الكثير من التكهنات حول هذا الموضوع ولكن لا أحد غير الرئيسين أحدهما موجود هنا والآخر في العالم الآخر يمكنه معرفة ما قالا بالفعل». هناك جانب واحد فقط وضع الخطة موضع التنفيذ وهم الصرب بهدف التطهير العرقي وإعداد جمهورية صرب البوسنة لضمها. وادعى أنه بينما كان تودجمان متفائلا بعد كاراجورشيفو فقد اعتقد أن ميلوسيفيتش قد «تشابكت أصابعه في جيبه». وزعم سارنيتش أيضا أنه «لا يعتقد أنه تم التوصل إلى اتفاق رسمي».

### أنت ماركوفيتش
أدلى رئيس الوزراء السابق لجمهورية يوغوسلافيا الاتحادية الاشتراكية أنت ماركوفيتش بشهادته أيضا في المحكمة الجنائية الدولية ليوغوسلافيا السابقة وأكد أنه تم التوصل إلى اتفاق لتقسيم البوسنة والهرسك بين صربيا وكرواتيا.
كسر أنتي ماركوفيتش آخر رئيس وزراء ليوغوسلافيا صمته الذي دام 12 عاما وصرح أثناء محاكمة سلوبودان ميلوسيفيتش: "أُبلغت بموضوع مناقشتهم في كاراجورشيفو حيث وافق ميلوسيفيتش وتودجمان على تقسيم البوسنة والهرسك بين صربيا وكرواتيا وإزاحتي لأنني كنت في طريقهما. [...] أكد كلاهما أنهما اتفقا على تقسيم البوسنة والهرسك. وعندما استجوب رئيس الادعاء جيفري نيس قال ماركوفيتش: "ميلوسيفيتش اعترف بذلك على الفور بينما استغرق تودجمان وقتا أطول".
وفقا لماركوفيتش اعتقد كل من تودجمان وميلوسيفيتش أن البوسنة والهرسك كانت كيان مصطنع وأن البوشناق أمة مخترعة. من وجهة نظر تودجمان كانوا البوشناق متحولين من الكاثوليكية وفي نظر ميلوسيفيتش كانوا البوشناق متحولين من الأرثوذكسية. نظرا لأن الصرب والكروات مجتمعين يشكلون أغلبية اعتقد الاثنان أيضا أن تقسيم البوسنة والهرسك لن يتسبب في حرب وصمم جيبا للبوشناق. كان الدعم من أوروبا متوقعا لأنها لا تريد أن ترى إنشاء دولة إسلامية. كما أخبر تودجمان ماركوفيتش أن التاريخ سوف يعيد نفسه في أن البوسنة والهرسك سوف تسقط مرة أخرى «مع همسة».
أعلن ماركوفيتش أنه حذر الزعيمين من أن الانقسام سيؤدي إلى تحويل البوسنة والهرسك إلى دولة فلسطين. قال هذا للزعيم البوسني علي عزت بيغوفيتش الذي قدم له شرائط مسجلة سرا لمحادثات بين ميلوسيفيتش ورادوفان كاراجيتش لمناقشة دعم الجيش الوطني الصربي لصرب البوسنة. ومضى يقول إن ميلوسيفيتش كان: «من الواضح أنه يسعى إلى إنشاء صربيا الكبرى. لقد قال شيئا وفعل شيئا آخر. وقال إنه كان يقاتل من أجل يوغوسلافيا بينما كان من الواضح أنه كان يقاتل من أجل صربيا الكبرى على الرغم من لم يقل لي ذلك شخصيا أبدا».

### شهادات أخرى
في وقت لاحق في عام 1993 ذكّر سلافين ليتيكا بهذا الاجتماع قائلا: «كانت هناك عدة خرائط على الطاولة. وكانت الفكرة قريبة من الأفكار الأخيرة بشأن البوسنة والهرسك إما لتقسيم البوسنة والهرسك إلى عشرة أو خمسة عشر وحدات فرعية أو ثلاث دول شبه مستقلة».
قال دوشان بيلاندجيتش مستشار فرانيو تودجمان في ديسمبر 1991 أن صربيا عرضت اتفاقا بشأن تقسيم البوسنة والهرسك في بداية عام 1991 وهو ما رفضه الجانب الكرواتي. في مقابلة مع الأسبوعية الكرواتية ناسيونال في 25 أكتوبر 1996 قال بيلاندجيتش إنه بعد المفاوضات مع سلوبودان ميلوسيفيتش «تم الاتفاق على أن تجتمع لجنتان وتناقشا تقسيم البوسنة والهرسك». وصف المؤرخ الكرواتي إيفيكا لوتشيتش شهادات بيلاندجيتش بأنها متناقضة.
صرح البروفيسور سميليا أفراموف مستشار ميلوسيفيتش: «لم أحضر اجتماع كاراجورشيفو [...] لكن المجموعة التي [...] كنت جزءا منها أفترض أنها تشكلت بناء على اتفاق كاراجورشيفو. [...] تحدثت عن كيفية مناقشة الحدود من حيث المبدأ وما إذا كان يمكن رسمها على أساس التقسيم الثوري ليوغوسلافيا أو على أساس المعاهدات الدولية».
لم يكن بوريساف يوفيتش وهو حليف مقرب ومستشار لميلوسيفيتش حاضرا في الاجتماع ولكنه شهد في محاكمة ميلوسيفيتش بأنه: "لم يُعلمه ميلوسيفيتش أبدا أنه في اجتماع محتمل من هذا النوع ناقشوه - ربما ناقشوا - ربما ناقشوا مع تودجمان تقسيم البوسنة والهرسك "ادعى أيضا أنه يعتقد أن ميسي لم يقل الحقيقة بشأن الاجتماع لأن ميسي كان في صدام سياسي مع تودجمان".

## التقييمات التاريخية
في عام 2006 كتب إيفو باناك أنه من الممكن أن تكون "اتفاقية مع ميلوسيفيتش في كاراجورشيفو [...] هي الخطوة الأخيرة في اتجاه "التقسيم الإقليمي المعقول" الذي ذكره تودجمان في كتابه عام 1981.
في عام 1997 كتب ماركو أتيلا هور أنه في سياق الصراع في كرواتيا يمكن النظر إلى الاجتماع على أنه محاولة من قبل تودجمان لمنع الحرب الصربية الكرواتية حيث ستواجه كرواتيا القوة الكاملة للجيش اليوغوسلافي. ولذلك فإن مناقشة تقسيم البوسنة والهرسك ينظر إليها من قبل بعض الناس على أنها محاولة لتجنب هذا الصراع. ومع ذلك نظرت القيادة البوسنية في ذلك الوقت إلى الاجتماع على أنه جزء من تواطؤ بين ميلوسيفيتش وتودجمان لتدمير البوسنة والهرسك.
كتب المؤرخ البريطاني مارك ألموند في عام 2003 أن «هذا الاجتماع قد حقق مكانة أسطورية في أدبيات نظرية المؤامرة التي تساوي بين تودجمان وميلوسيفيتش كشريكين في الجريمة في علم الشياطين في نزاع البلقان. [...] مهما تمت مناقشته فمن الواضح أنه لا شيء من الجوهر».
في عام 2006 كتبت الكاتبة الكرواتية برانكا ماجاس أن تودجمان استمر في السعي لتحقيق تسوية مع ميلوسيفيتش والتي تحملت تكلفة هذه التسوية من قبل البوسنة والهرسك وجزء كبير من كرواتيا نفسها.
في عام 2010 أشارت المؤرخة سابرينا ب. راميت إلى أنه في حين أن هناك معلومات كافية تشير إلى أن تقسيم البوسنة والهرسك كان موضوعا لبعض الاهتمام في كرواتيا وصربيا في ذلك الوقت ولكن بعد الاجتماع لم يتصرف ميلوسيفيتش كما لو كان لديه اتفاق مع تودجمان.
المؤرخ الكرواتي الأمريكي جيمس ج. سادكوفيتش أشار في سيرته الذاتية عن تودجمان إلى أن مزاعم تقسيم البوسنة والهرسك جاءت من أشخاص لم يكونوا حاضرين في الاجتماع ولا يوجد سجل لهذا الاجتماع يثبت وجود مثل هذه الاتفاقية.